# Jules Cornu
Jules Cornu (Villars-Mendraz, Districte del Gros-de-Vaud (Vaud, Suïssa), 24 de febrer de 1849 - Leoben, Estíria (Àustria), 27 de novembre de 1919) fou un romanista i dialectòleg suís.

## Vida i obra
Cornu va estudiar a la Universitat de Basilea amb Edmund Stengel i després a  la Sorbona amb Gaston Paris. Es va doctorar el 1874 a Basilea amb una tesi, no publicada, sobre el dialecte del Pays-d'Enhaut i hi va ser professor fins a 1877. Hi tingué com a alumnes Jules Gilliéron, Rudolf Thurneysen o Carlo Salvioni. De 1877 a 1901 va ser catedràtic a la Universitat de Praga, succeint Wendelin Foerster. I de 1901 fins a 1911 ensenyà a la Universitat de Graz. Cornu col·laborà al Glossaire des patois de la Suisse romande; ell mateix era parlant del dialecte de la seva regió. Contribuí també a posar els fonaments de la lusitanística amb la seva contribució al Grundriss de Gröber.
El seu fill fou el mineralòleg Felix Cornu.

## Obres
- Chants et contes populaires de la Gruyère, in: Romania 4, 1875, Reprint New York 1966
- Phonologie du Bagnard, in: Romania 6, 1877
- Cancioneiro geral. Phonologie syntactique et mesure des mots, in: Romania 12, 1883
- Die portugiesische Sprache, in: Gustav Gröber: Grundriss der romanischen Philologie. vol. 1, Estrasburg 1888, p. 715–803, 2a edició amb el títol Grammatik der portugiesischen Sprache, Estrasburg 1906, p. 916–1037
- Beiträge zur lateinischen Metrik, Viena 1908